# Jüdischer Friedhof (Klatovy)
Koordinaten: 49° 24′ 7,4″ N, 13° 17′ 53,8″ O

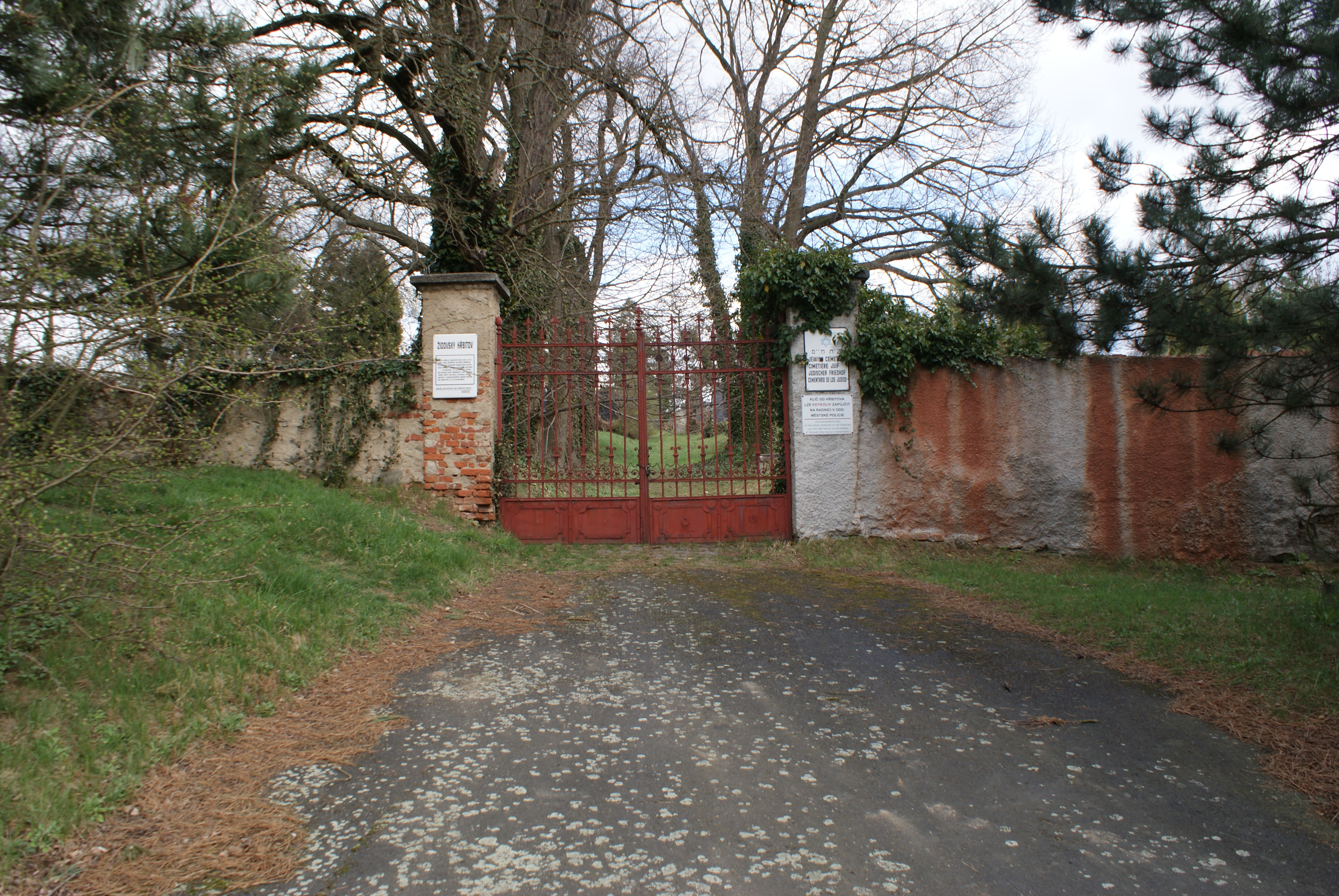
Eingang zum jüdischen Friedhofs in Klatovy

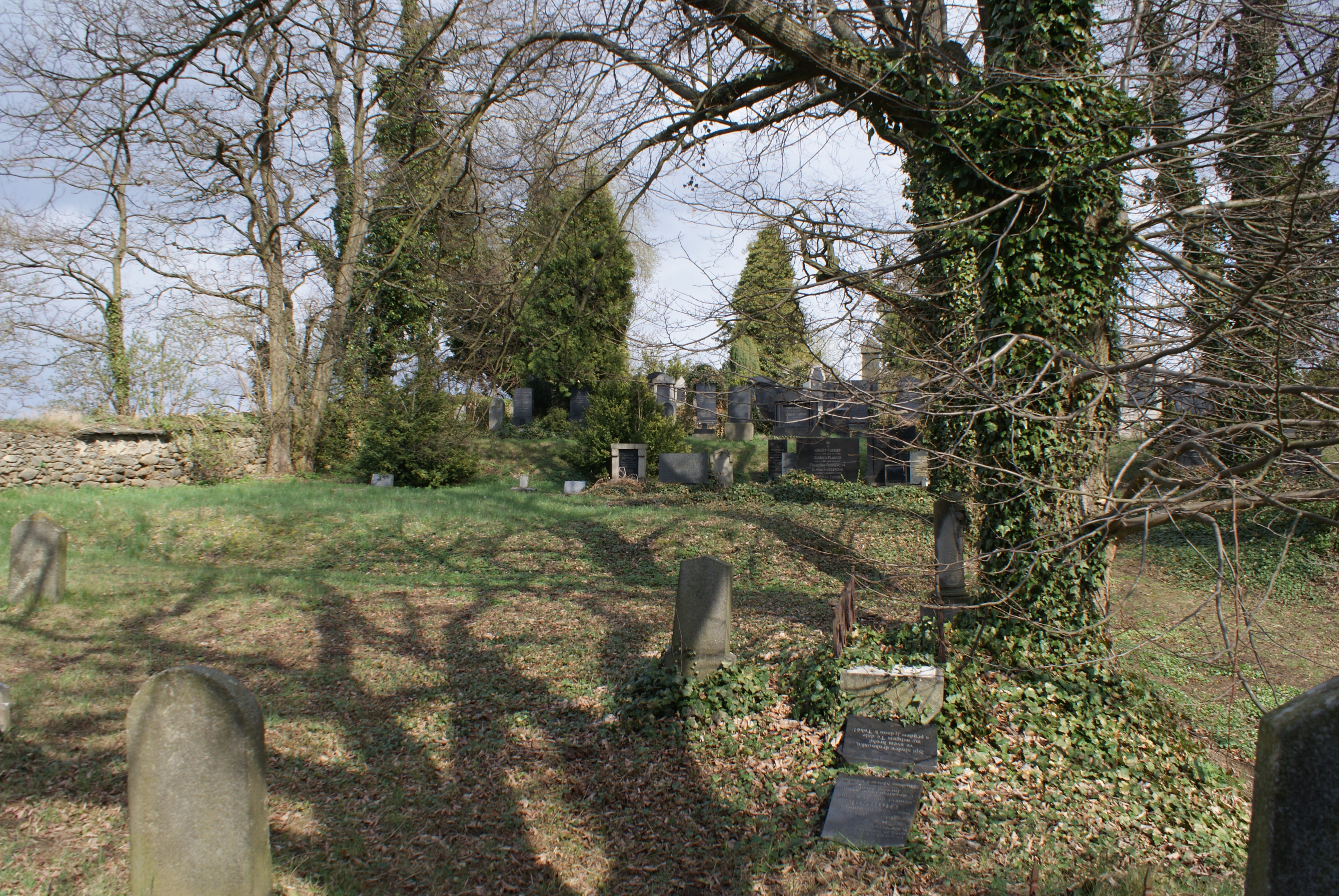
Ansicht

Der Jüdische Friedhof in Klatovy (deutsch Klattau), einer Stadt im Okres Klatovy in Tschechien, wurde 1871 angelegt. Der jüdische Friedhof ist seit 1988 ein geschütztes Kulturdenkmal.
Auf dem Friedhof sind noch etwa 400 Grabsteine (Mazevot) vorhanden.